# Gulisakhali River
Gulisakhali River är ett vattendrag i Bangladesh.   Det ligger i provinsen Barisal, i den södra delen av landet, 170 km söder om huvudstaden Dhaka.
Trakten runt Gulisakhali River består till största delen av jordbruksmark. Runt Gulisakhali River är det mycket tätbefolkat, med 1 135 invånare per kvadratkilometer.